# Zespół Alströma
Zespół Alströma (ang. Alström syndrome, ALMS) – choroba genetyczna o sposobie dziedziczenia autosomalnym recesywnym, charakteryzująca się cukrzycą typu 2, retinopatią barwnikową, głuchotą, otyłością i hipogonadyzmem. Zespołowi Alströma może towarzyszyć także powiększenie i osłabienie mięśnia sercowego oraz nieprawidłowości w zakresie pracy wątroby, nerek, pęcherza i płuc. Pierwsze objawy zespołu pojawiają się bezpośrednio po urodzeniu; później ujawniają się zaburzenia widzenia i głuchota. Przyczyną choroby jest mutacja w genie ALMS1 w locus 2p13. Zespół opisał szwedzki psychiatra Carl Henry Alström ze współpracownikami w 1959 roku.